# U-422 (tàu ngầm Đức)
U-422 là một tàu ngầm tấn công  Lớp Type VII thuộc phân lớp Type VIIC được Hải quân Đức Quốc Xã chế tạo trong Chiến tranh Thế giới thứ hai. Nhập biên chế năm 1943, nó chỉ thực hiện được một chuyến tuần tra duy nhất và không đánh chìm được mục tiêu nào, trước khi bị máy bay ném bom-ngư lôi TBF Avenger và máy bay tiêm kích F4F Wildcat xuất phát từ tàu sân bay hộ tống Hoa Kỳ USS Card đánh chìm trong Đại Tây Dương về phía Bắc quần đảo Azores vào ngày 4 tháng 10, 1943.

## Thiết kế và chế tạo

### Thiết kế

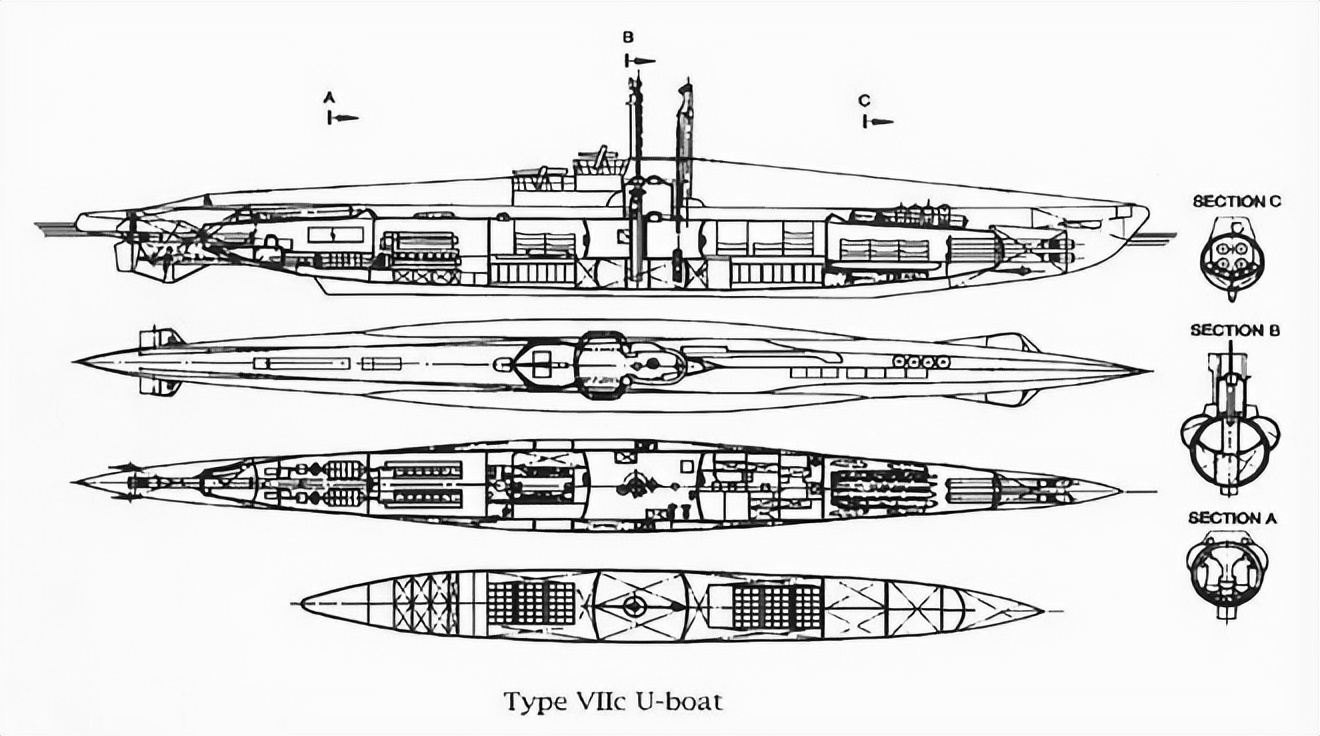
Sơ đồ các mặt cắt một tàu ngầm Type VIIC

Phân lớp VIIC của Tàu ngầm Type VII là một phiên bản VIIB được kéo dài thêm. Chúng có trọng lượng choán nước 769 t (757 tấn Anh) khi nổi và 871 t (857 tấn Anh) khi lặn). Con tàu có chiều dài chung 67,10 m (220 ft 2 in), lớp vỏ trong chịu áp lực dài 50,50 m (165 ft 8 in), mạn tàu rộng 6,20 m (20 ft 4 in), chiều cao 9,60 m (31 ft 6 in) và mớn nước 4,74 m (15 ft 7 in).
Chúng trang bị hai động cơ diesel Germaniawerft F46 siêu tăng áp 6-xy lanh 4 thì, tổng công suất 2.800–3.200 PS (2.100–2.400 kW; 2.800–3.200 bhp), dẫn động hai trục chân vịt đường kính 1,23 m (4,0 ft), cho phép đạt tốc độ tối đa 17,7 kn (32,8 km/h), và tầm hoạt động tối đa 8.500 nmi (15.700 km) khi đi tốc độ đường trường 10 kn (19 km/h). Khi đi ngầm dưới nước, chúng sử dụng hai động cơ/máy phát điện Garbe, Lahmeyer & Co. RP 137/c  tổng công suất 750 PS (550 kW; 740 shp). Tốc độ tối đa khi lặn là 7,6 kn (14,1 km/h), và tầm hoạt động 80 nmi (150 km) ở tốc độ 4 kn (7,4 km/h). Con tàu có khả năng lặn sâu đến 230 m (750 ft).
Vũ khí trang bị có năm ống phóng ngư lôi 53,3 cm (21 in), bao gồm bốn ống trước mũi và một ống phía đuôi, và mang theo tổng cộng 14 quả ngư lôi, hoặc tối đa 22 quả thủy lôi TMA, hoặc 33 quả TMB. Tàu ngầm Type VIIC bố trí một hải pháo 8,8 cm SK C/35 cùng một pháo phòng không 2 cm (0,79 in) trên boong tàu. Thủy thủ đoàn bao gồm 4 sĩ quan và 40-56 thủy thủ.

### Chế tạo
U-422 được đặt hàng vào ngày 10 tháng 4, 1941, và được đặt lườn tại xưởng tàu Danziger Werft ở Danzig (nay là Gdańsk thuộc Ba Lan) vào ngày 11 tháng 2, 1942. Nó được hạ thủy vào ngày 10 tháng 10, 1942, và nhập biên chế cùng Hải quân Đức Quốc Xã vào ngày 10 tháng 2, 1943 dưới quyền chỉ huy của Hạm trưởng, Trung úy Hải quân Wolfgang Poeschel.

## Lịch sử hoạt động
Sau khi hoàn tất việc huấn luyện trong thành phần Chi hạm đội U-boat 8, U-422 được điều động sang Chi hạm đội U-boat 1 từ ngày 1 tháng 8, 1943 để hoạt động trên tuyến đầu.
Sau khi di chuyển từ cảng Kiel, Đức đến cảng Bergen, Na Uy vào giữa tháng 8, 1943, U-422 xuất phát từ đây vào ngày 8 tháng 9 cho chuyến tuần tra duy nhất trong chiến tranh. Nó băng qua khe GI-UK giữa quần đảo Faroe và Iceland để vòng qua quần đảo Anh và hoạt động tại khu vực giữa Bắc Đại Tây Dương. Chiếc tàu ngầm bị một máy bay ném bom Handley Page Halifax bắn phá và thả mìn sâu tấn công vào ngày 23 tháng 9, khiến ba thủy thủ bị thương, trong đó hai người bị thương nặng. Họ có được sự trợ giúp y tế khi U-422 gặp gỡ U-460, một tàu ngầm tiếp liệu (biệt danh "milch cow' – bò sữa) vào ngày 29 tháng 9.
Đến ngày 4 tháng 10, khi U-460 tiếp nhiên liệu cho các tàu ngầm U-264, U-422 và U-455, chúng bị những máy bay ném bom-ngư lôi TBF Avenger và máy bay tiêm kích F4F Wildcat xuất phát từ tàu sân bay hộ tống Hoa Kỳ USS Card tấn công. Một quả ngư lôi FIDO Mark 24 dò âm thả từ một chiếc TBF Avenger đã đánh trúng U-422, khiến nó đắm tại tọa độ 43°13′B 28°58′T / 43,217°B 28,967°T. Toàn bộ 49 thành viên thủy thủ đoàn của U-422 đều tử trận.

### "Bầy sói" tham gia
U-422 từng tham gia một bầy sói:
- Leuthen (15 – 24 tháng 9, 1943)